# 爱德华·安托谢维奇
爱德华·安托谢维奇（1902年12月24日—1960年1月4日），斯洛文尼亚男子体操运动员。他曾代表南斯拉夫参加1928年夏季奥林匹克运动会体操比赛，获得男子团体全能铜牌。